# Turvelândia
Turvelândia est une municipalité brésilienne de l'État de Goiás et la microrégion de la Vallée du Rio dos Bois.